# Donna Pescow
Donna Pescow (Brooklyn, 24 marzo 1954) è un'attrice statunitense.

## Biografia
Suo padre possedeva e gestiva un'edicola nel centro di New York a Battery Place. Donna studiò alla Sheepshead Bay High School a Brooklyn, e in parallelo frequentò un corso di teatro insieme con la co-star di Rocky Carl Weathers; in seguito studiò all'Accademia Americana delle Arti.
Ha debuttato nel cinema all'età di 23 anni, con il ruolo di Annette in La febbre del sabato sera, per il quale dovette reimparare il suo accento nativo di Brooklyn e ingrassare di 18 kg.
Più tardi ebbe il ruolo di protagonista nella serie televisiva Angie, nelle stagioni 1979 e 1980. Fu poi la dottoressa Lynn Carson nella soap-opera La valle dei pini, dal 1982 al 1983; il suo personaggio fu la prima figura lesbica in un serial televisivo a programmazione diurna. In precedenza aveva avuto un ruolo in Una vita da vivere, della ABC.
Ha interpretato altresì Donna Garland, la madre di Evie Ethel Garland, nella commedia per bambini Cose dell'altro mondo insieme con Maureen Flannigan e Joe Alaskey. Dal 2000 al 2003 ha impersonato la madre Eileen Stevens in Even Stevens, una sitcom andata in onda su Disney Channel.
Altro ruolo di rilievo fu quello della moglie di Patsy Parisi nella serie TV I Soprano.
Nella vita privata, frequentò a lungo l'attore Jason Kincade di La valle dei pini e di Così gira il mondo.

## Riconoscimenti
- Nomination ai New York Film Critics Circle Awards 1977: Miglior attrice non protagonista per La febbre del sabato sera

## Filmografia parziale

### Attrice

#### Cinema
- La febbre del sabato sera (Saturday Night Fever), regia di John Badham (1977)

#### Televisione
- Una vita da vivere (One Life to Live) – serial TV, 1 episodio (1977)
- Rainbow, regia di Jackie Cooper – film TV (1978)
- Angie – serie TV, 39 episodi (1979-1980)
- La valle dei pini (All My Children) – serial TV, 1 episodio (1983)
- La signora in giallo (Murder, She Wrote) – serie TV, episodi 2x14 (1986)
- Cose dell'altro mondo (Out of This World) – serie TV, 96 episodi (1987-1991)
- Even Stevens – serie TV, 66 episodi (2000-2003)
- Una famiglia allo sbaraglio (The Even Stevens Movie), regia di Sean McNamara – film TV (2003)
- I Soprano (The Sopranos) – serie TV, 1 episodio (2007)

### Regista
- Raven – serie TV, 1 episodio (2004)

## Doppiatrici italiane
Nelle versioni in italiano delle opere in cui ha recitato, Donna Pescow è stata doppiata da:
- Laura Gianoli in La febbre del sabato sera
- Francesca Guadagno in La febbre del sabato sera (ridoppiaggio 2002)
- Serena Spaziani in Angie
- Renata Biserni in La signora in giallo
- Cristina Piras in Cose dell'altro mondo
- Valeria Perilli in Even Stevens
- Mirta Pepe in Grey's Anatomy